# NGC 3096
NGC 3096 é uma galáxia lenticular (SB0) localizada na direcção da constelação de Hydra. Possui uma declinação de -19° 39' 44" e uma ascensão recta de 10 horas, 00 minutos e 33,1 segundos.
A galáxia NGC 3096 foi descoberta em 23 de Março de 1835 por John Herschel.